# Anangia
Anangia là một chi thực vật có hoa trong họ Cucurbitaceae.

## Loài
Chi Anangia gồm các loài: